# Toponim
Toponim (z gr. topos = „miejsce, okolica” i onymos = „imię”) – w ogólnym znaczeniu nazwa miejscowa, przykładowo Poznań czy Himalaje. Toponimami zajmuje się dział językoznawstwa zwany toponomastyką. Analiza toponimów może dostarczyć informacji na temat rozwoju danego języka, bądź historii jakiegoś obszaru geograficznego.

## Toponim w biologii
Mianem toponimu w biologii określa się epitet gatunkowy lub (rzadziej) nazwę rodzajową pochodzącą od nazwy geograficznej. Zazwyczaj określa on miejsce, gdzie dany gatunek zaobserwowano po raz pierwszy lub gdzie występuje on nagminnie; niekiedy także ogólnikowe określenia, jak Notornis – notos znaczy południe, ornis – ptak (rodzaj nieuznawany, patrz takahe południowy). Międzynarodowe kodeksy nomenklatury botanicznej i zoologicznej zalecają, by unikać nazw miejscowości, stosując raczej szersze pojęcia, np. nazwy krajów (brasiliensis). Najbardziej typową końcówką toponimu jest -ensis, ale stosowane są także końcówki formy przymiotnikowej: -(a)nus, -inus, -ianus lub -icus, albo rzeczownikowej: -i, -e. Do tej grupy należy zaliczyć również nazwy pochodzące od środowiska, w którym roślina lub zwierzę występuje, np.:
- montanus – górski;
- littoralis – nadmorski;
- campestris – nizinny;
- fluminensis – nadrzeczny;
- insularis – wyspowy;
- saxicola – naskalny;
- halophilus – słonolubny;
- ammophilus – piaskolubny.